# Q*bert
Q*bert is een videospel dat in 1982 werd ontwikkeld en uitgegeven door Gottlieb. Het spel kwam eerst uit als arcadespel. Een jaar later volgende de Atari 2600, Atari 5200, Atari 8-bit, ColecoVision, Commodore 64, Intellivision en de VIC-20. Later volgende ook andere populaire homecomputers. Het spel is ontwikkeld door de Amerikaanse ontwikkelaar Warren Davis. De graphics waren van de hand van Jeff Lee en het geluid van David Thiel. Ze ontwikkelden het spel voor de Amerikaanse computerspellenfabrikant Gottlieb (voorheen D. Gottlieb & Co).

## Gameplay
De speler bestuurt in het spel Q*bert; een oranje wezen dat eruitziet als een bol met twee benen, twee ogen en een toeter als mond. Hij praat via tekstballonnetjes, waar echter enkel willekeurige reeksen van tekens in staan zoals @!#?@!.
De doel van het spel is al springende een piramide in een bepaalde kleur te veranderen. De piramide is opgebouwd uit meerdere vakjes en elk vakje waar Q*bert contact mee maakt verandert van kleur. In hogere levels komt Q*bert verschillende vijandige wezens tegen, zoals de slang Coily, de gremlins Slick en Sam, en twee paarse wezens genaamd Ugg and Wrong-Way, die hem proberen te hinderen bij zijn tocht. Verder wordt Q*bert tegengewerkt door vallende ballen. Aan de zijkant van het bord bevinden zich zwevende schijven waarmee Q*bert kan vluchten naar de top van de piramide.
Het spel kan met een en twee spelers gespeeld worden.

## Achtergrond
Q*bert is het vierde spel van Gottlieb en het enige dat een groot commercieel succes werd. Het spel maakt gebruik van een Intel 8086 central processing unit op 5 MHz alsmede een MOS 6502 op 894 kHz voor de geluidseffecten. De naam Q*bert werd bedacht door Richard Tracy. Tijdens de ontwikkelfase werden werktitels gebruikt Cubes, Snots And Boogers en @!#?@!.
Van Q*bert werden 25.000 arcadekasten verkocht. Deze zijn tegenwoordig een collectors item. Net als andere populaire spellen uit de jaren 80, zoals Pac-Man en Donkey Kong, kreeg Q*bert een grote hoeveelheid merchandising. Zo zijn de personages uit het spel terug te vinden in kleurboeken, op slaapzakken, frisbees, bordspellen, knuffelbeesten en bordspellen. In 1983 werd Q*bert ook bewerkt tot een tekenfilmserie als onderdeel van de reeks Saturday Supercade. Referenties naar het spel zijn in tal van media terug te vinden, zoals South Park, The Simpsons, Robot Chicken en de Disneyfilm Wreck-It Ralph (waarin de personages dakloos geworden zijn omdat hun spel jaren terug is uitgeplugd, totdat Ralph en Felix hen toestaan lid te worden van de cast van Fix-It-Felix Jr. )
Het originele Q*bert spel is in de loop der jaren meerdere malen aangepast en opnieuw uitgebracht voor andere spelconsoles dan de Arcade, waaronder een driedimensionale editie voor de PlayStation die in 1999 werd uitgebracht.
Op de MSX computer was dit een populaire ROM wegens de verborgen functies in combinatie met andere spellen die hiermee te activeren waren.

## Releases
| Jaar | Platform |
| ---- | --- |
| 1982 | Arcade |
| 1983 | Atari 2600, Atari 5200, Atari 8 bit, ColecoVision, Commodore VIC-20, C64, Intellivision, Magnavox Odyssey² (VideoPac G7000) |
| 1984 | TI-99/4A |
| 1986 | MSX |
| 1989 | NES |
| 1992 | Game Boy |
| 1999 | PlayStation, Microsoft Windows                                                                                              |
| 2000 | Dreamcast, Game Boy Color                                                                                                   |
| 2001 | Macintosh |
| 2003 | J2ME |
| 2007 | PlayStation Network |
| 2009 | BlackBerry, iPhone |
| 2015 | PlayStation 4, PlayStation 3, PlayStation Vita                                                                              |

## Trivia
- Het spel is opgenomen in het boek 1001 Video Games You Must Play Before You Die van Tony Mott.
- Q*bert komt voor in de film Pixels uit 2015.
- Q*bert komt voor in de Disney film Wreck-It Ralph uit 2012.

## Vervolgen
Q*bert kent 2 vervolgen: 
- Q*bert’s Qubes (1983)
- Q*bert’s Quest (een flipperkast)